# Шигео Сугимото
Шигео Сугимото (јап. 杉本 茂雄; 4. децембар 1926 — 2. април 2002) био је јапански фудбалер.

## Каријера
Током каријере је играо за Hankyu Railways.

## Репрезентација
За репрезентацију Јапана дебитовао је 1951. године. За тај тим је одиграо 3 утакмице.

## Статистика
| Јапан  | Јапан   | Јапан  |
| Година | Наступи | Голови |
| ------ | ------- | ------ |
| 1951.  | 2       | 0      |
| 1952.  | 0       | 0      |
| 1953.  | 0       | 0      |
| 1954.  | 1       | 0      |
| Укупно | 3       | 0      |